# 周君廉
周君廉，BBS，MBE，JP（1927年5月10日—2016年9月17日），籍貫廣東順德倫教，中國大陸及香港企業家，香港珠寶金行周生生集團創辦人兼主席。他曾任深水埗區議會議員，九龍樂善堂總理兼永遠榮譽總理、保良局總理，以及香港中文大學新亞書院校董。
周出生於鄉村家庭，其父周芳譜執教從醫務商。1948年，他開始與兄弟在澳門經營「周生生金鋪」，主營珠寶玉石金銀首飾。1970年代，周生生金鋪重組為周生生集團有限公司，成為上市公司，在香港和中國大陸開設了多家分行。直至現在，周生生集團在粵、港、澳珠寶零售業中佔有重要席位。周君廉生前已婚，與妻子阮氏育有4名子女。

## 榮譽
- 2003年 銅紫荊星章[6]

## 連結
- 周生生集團（页面存档备份，存于）